# Чурагулов, Булат Рахметович
Булат Рахметович Чурагулов (19 ноября 1939, Москва, РСФСР, СССР - 17 июня 2021 Москва, Россия) – советский и российский химик-неорганик, доктор химических наук, профессор.

## Биография
Родился в Москве в “Доме на Набережной” (улица Серафимовича, 2), в семье редактора и переводчика Рахмета Лутфулича Чурагулова и работницы типографии Каримы Хуснулловны Чурагуловой (Багаутдиновой) .
В 1962 году с отличием окончил химический факультет МГУ и поступил в аспирантуру. В 1968 году защитил кандидатскую диссертацию по физической химии. В 1985 году - докторскую диссертациюпо теме “Термодинамика растворов солей при высоких давлениях”.
С 1996 года - профессор физической химии.
Работал в Институте физики высоких давлений АН СССР до 1988 года, затем по приглашению Ю.Д. Третьякова перешел на кафедру неорганической химии химического факультета МГУ в лабораторию неорганических материалов.
Являлся национальным представителем России в комиссии V.8 ИЮПАК по растворимости и заместителем председателя Совета РАН по химической термодинамике.

## Научные исследования
В Институте физики высоких давлений АН СССР он занимался термодинамикой водно-солевых равновесий при высоких давлениях.
После прихода в лабораторию неорганических материалов на химическом факультете МГУ возглавил группу синтеза неорганических наноматериалов из гидротермальных и сверхкритических растворов. Велась работа над гомогенизацией растворов нитратов меди, иттрия и бария с использованием методов высоких давлений с целью получения прекурсоров сверхтемпературных проводников.
В 2000-х группа углубилась в материаловедение и начал изучение оксидных систем (оксида титана, цинка и ванадия) и их возможностей гидротермального и сольвотермальногосинтеза материалов на их основе.
Булат Рахметович активно участвовал в научных конференциях. Им было опубликовано более 200 научных статей и обзоров.

## Преподавательская деятельность
Булат Рахметович на протяжении многих лет читал лекции по физической химии, вел занятия со студентами и аспирантами. Под его руководством было защищено 20 дипломных работ и 11 кандидатских диссертаций.

## Почести и награды
- Золотая медаль имени Н.С. Курнакова (1996)
- Медаль «В память 850-летия Москвы» (1997)
- Заслуженный научный сотрудник Московского университета (2003)

## Семья
- Жена – Гринько Нонна Константиновна, художница.
- Брат – Чурагулов Эрнст Рахметович (1936, Ташкент - 1992, Лима), окончил МГИМО, специалист по Кубе и странам Латинской Америки
- Брат – Чурагулов Марат Рахметович (1937, Ленинград - 2000, Москва), окончил биолого-почвенный факультет МГУ.
- Сестра – Чурагулова Рагна Рахметовична (1944, Москва), библиограф
- Сестра – Кузнецова (Чурагулова) Марьям Рахметовична (1950, Москва), юрист

## Личные качества
Аспиранты и коллеги отмечали его коммуникабельность, доброжелательность и расположенность к сотрудничеству.
В студенческие годы увлекался волейболом и представлял сборную МГУ по этому виду спорта.